# ロッカロマーナ
ロッカロマーナ（伊: Roccaromana）は、イタリア共和国カンパニア州カゼルタ県にある、人口約830人の基礎自治体（コムーネ）。

## 地理

### 位置・広がり

#### 隣接コムーネ
隣接するコムーネは以下の通り。
- バイア・エ・ラティーナ
- ドラゴーニ
- フォルミーコラ
- リーベリ
- ピエトラメラーラ
- ピエトラヴァイラーノ
- ポンテラトーネ

### 気候分類・地震分類
ロッカロマーナにおけるイタリアの気候分類 (it) および度日は、zona D, 1407 GGである。
また、イタリアの地震リスク階級 (it) では、zona 2 (sismicità media) に分類される。